# Cît timp ești sănătos
Cît timp ești sănătos sau Cât timp ești sănătos (titlul original: în franceză Tant qu'on a la santé) este un film de comedie francez, realizat în 1966 de regizorul Pierre Étaix, protagoniști fiind actorii Pierre Étaix, Denise Péronne, Simone Fonder și Sabine Sun. 

## Rezumat
Pierre Etaix interpretează mai multe personaje în istorioare care abordează fiecare situații cotidiene cu umor și poezie, și ceea ce oamenii pot arăta în ele ca meschin, grosolan sau stupid, dar și naiv și fragil.
Filmul, în versiunea sa finală, este împărțit în patru povești :
1. Insomnie (Insomnie)
2. Cinematograful (Le cinématographe)
3. Cît timp ești sănătos (Tant qu'on a la santé)
4. Nu mergem la pădure (Nous n'irons plus au bois)

## Distribuție
- Pierre Étaix – Pierre
- Denise Péronne
- Simone Fonder
- Sabine Sun
- Véra Valmont
- Françoise Occipinti
- Claude Massot
- Dario Meschi
- Emile Corya
- Roger Trapp
- Alain Janey
- Bernard Dimey
- Robert Blome
- Preston
- Pongo
- Georges Loriot – Loriot
- Émile Coryn
- Luc Delhumeau
- Annie Savarin

## Premii
A concurat la Festivalul Internațional de Film de la San Sebastián din 1966, unde a câștigat Scoica de Argint pentru cel mai bun regizor. În 2013, a fost lansat pe DVD de The Criterion Collection împreună cu alte patru filme ale lui Étaix.